# Splash!
Pour les articles homonymes, voir Splash.
Pour l'adaptation française, voir Splash : Le Grand Plongeon.
Splash! est une émission britannique de téléréalité qui suit des célébrités qui essayeront de maîtriser l'art du plongeon, diffusée entre 2013 et 2014. Il s'agit d'une adaptation de l'émission allemande Celebrity Splash (en). Les célébrités vont effectuer leurs plongeons chaque semaine devant des juges en direct dans une piscine olympique. Le public votera ensuite pour leurs favoris. Vernon Kay et Gabby Logan présenteront l'émission,. Le plongeur olympique Tom Daley a annoncé qu'il serait l'entraîneur expert des célébrités.

## Déroulement

### Saison 1 (2013)
La première saisons débutera le 5 janvier 2013, et durera 5 semaines. Le nom des quinze célébrités ont été révélés le 2 janvier 2013. Jennifer Metcalfe avant que le début de la saison commence, elle est alors remplacée par Donna Air.
| Célébrités                  | Occupation                                        | Statut       |
| --------------------------- | ------------------------------------------------- | ------------ |
| Jade Ewen                   | Chanteuse                                         | Éliminée 1re |
| Helen Lederer               | Comédienne, actrice, écrivaine                    | Éliminée 2e  |
| Jenni Falconer              | Présentatrice de télévision                       | Éliminée 3e  |
| Diarmuid Gavin              | Concepteur de jardin                              | Éliminée 4e  |
| Caprice                     | Modèle et actrice                                 | Éliminée 5e  |
| Joey Essex                  | Star de télé-réalité                              | Éliminé 6e   |
| Donna Air                   | Présentatrice de télévision                       | Éliminée 7e  |
| Dom Joly                    | Comédie, acteur                                   | Éliminé 8e   |
| Tina Malone                 | Actrice                                           | Éliminée 10e |
| Anthony Ogogo               | Boxer olympique professionnel                     | Abandon      |
| Charlotte Jackson           | Journaliste, présentatrice de télévision          | Éliminée 10e |
| Omid Djalili                | Comédien, acteur                                  | Éliminé 10e  |
| Linda Barker                | Designer d'intérieur, présentatrice de télévision | 3e place     |
| Jake Canuso                 | Acteur                                            | Finaliste    |
| Eddie « The Eagle » Edwards | Sauteur à ski olympique                           | Vainqueur    |

### Audiences
| Saison | Première diffusion | Première diffusion   | Dernière diffusion | Dernière diffusion   | Moyenne de la saison |
| Saison | Diffusion          | Audiences (millions) | Diffusion          | Audiences (millions) | Audiences (millions) |
| ------ | ------------------ | -------------------- | ------------------ | -------------------- | -------------------- |
| 1      | 5 janvier 2013.    | 5.19                 | 2 février 2013     | 5.28                 | 5.09                 |

### Saison 2 (2014)
| Célébrité          | Occupation                  | Statut       |
| ------------------ | --------------------------- | ------------ |
| Gemma Merna        | Actrice                     | Éliminée 1re |
| Ricky Groves       | Acteur                      | Éliminé 2e   |
| Gemma Collins      | Star de la téléréalité      | Éliminée 3e  |
| Martin Offiah      | Rugbyman                    | Éliminé 4e   |
| Paul Ross          | Journaliste                 | Éliminé 5e   |
| Toyah Willcox      | Chanteuse                   | Éliminée 6e  |
| Patrick Monahan    | Comédien                    | Éliminé 7e   |
| Paul Young         | Chanteur                    | Éliminé 8e   |
| Penny Mordaunt     | Femme politique             | Éliminée 9e  |
| Pollyanna Woodward | Présentatrice de télévision | Éliminée 10e |
| Jenny Eclair       | Comédienne                  | Éliminée 11e |
| Una Healy          | Chanteuse                   | Éliminée 12e |
| Michaela Strachan  | Présentatrice de télévision | Éliminée 13e |
| Danielle Lloyd     | Modèle                      | Éliminée 14e |
| Austin Healey      | Rugbyman                    | Abandon      |
| Anna Williamson    | Présentatrice de télévision | Éliminée 15e |
| Dan Osborne        | Star de la téléréalité      | 4e place     |
| Keith Duffy        | Chanteur                    | 3e place     |
| Richard Whitehead  | Paralympic runner           | Finaliste    |
| Perri Kiely        | Dancer                      | Vainqueur    |